# Велпингхаузен
Велпингхаузен (њем. Wölpinghausen) општина је у њемачкој савезној држави Доња Саксонија. Једно је од 38 општинских средишта округа Шаумбург. Према процјени из 2010. у општини је живјело 1.727 становника. Посједује регионалну шифру (AGS) 3257038.

## Географски и демографски подаци
Велпингхаузен се налази у савезној држави Доња Саксонија у округу Шаумбург. Општина се налази на надморској висини од 95 метара. Површина општине износи 18,3 km². У самом мјесту је, према процјени из 2010. године, живјело 1.727 становника. Просјечна густина становништва износи 94 становника/km².